# Ik heb je nooit een rozentuin beloofd
Ik heb je nooit een rozentuin beloofd (oorspronkelijke titel: I Never Promised You a Rose Garden) is een semiautobiografische roman uit 1964, geschreven door Joanne Greenberg onder het pseudoniem Hannah Green.
In 1977 werd de roman door Anthony Page verfilmd (I Never Promised You a Rose Garden).

## Thema
Het boek gaat over een schizofreen meisje in het naoorlogse Amerika, haar opname in een psychiatrisch ziekenhuis en haar moeizame tocht naar genezing. Voor het hoofdpersonage uit het boek, dokter Fried, stond Greenbergs eigen psychiater model: Frieda Fromm-Reichmann (1889-1957), een tijdgenoot van Freud en de partner van de bekende psycholoog, sociaal psycholoog en filosoof Erich Fromm.
Het boek maakt duidelijk wat schizofrenie is. Géén gespleten persoonlijkheid, wat veelal gedacht wordt, maar het in een andere wereld leven en lijden, dan in de realiteit, en welke gevolgen dit heeft voor iemand die aan deze ziekte lijdt.

## Varia
(I never promised you a) Rose Garden is de titel van een song van de Amerikaanse country-zangeres Lynn Anderson; een hitsingle in de Verenigde Staten en in Nederland in 1970/1971.